# Mato Miloš
Mato Miloš (Pola, 30 giugno 1993) è un calciatore croato, difensore dell'Odra Opole.

## Carriera

### Club

#### Gli esordi
Esordisce a livello professionistico nel 2010 con il Rijeka, squadra della massima serie croata, con cui rimane fino al 2012 per un totale di 21 presenze senza reti nella massima serie croata; in seguito ha giocato per una stagione in prestito nel Cibalia, con cui ha giocato altre 11 partite nella massima serie croata.

#### Siena, Spezia e Perugia
Nell'estate del 2013, dopo un periodo di prova di 7 giorni è stato acquistato in prestito con diritto di riscatto dal Siena, squadra di Serie B, con cui ha esordito il 24 agosto 2013 nella prima giornata di campionato, vinta per 5-2 contro il Crotone. L'anno seguente gioca in prestito allo Spezia, sempre in Serie B. Il 18 gennaio 2016 viene ceduto in prestito al Perugia dopo essere rientrato al Rijeka.

### Osijek
Il 13 gennaio 2021 si accasa all'Osijek firmando un contratto annuale con opzione di estensione ad un altro anno.

### Nazionale
Ha giocato numerose partite amichevoli con le varie nazionali giovanili croate; ha inoltre giocato una partita negli Europei Under-19 del 2012.
Ha partecipato ai Mondiali Under-20 del 2013, nei quali ha anche giocato una partita, contro i pari età della Nuova Zelanda nella terza giornata della fase a gironi del torneo. Sempre nel 2013 ha giocato 2 partite nelle qualificazioni agli Europei Under-21; gioca una partita di qualificazione anche nel 2014.

## Statistiche

### Presenze e reti nei club
Statistiche aggiornate al 21 gennaio 2022.
| Stagione               | Squadra                | Campionato             | Campionato | Campionato | Coppe nazionali | Coppe nazionali | Coppe nazionali | Coppe continentali | Coppe continentali | Coppe continentali | Altre coppe | Altre coppe | Altre coppe | Totale | Totale |
| Stagione               | Squadra                | Comp                   | Pres       | Reti       | Comp            | Pres            | Reti            | Comp               | Pres               | Reti               | Comp        | Pres        | Reti        | Pres   | Reti   |
| ---------------------- | ---------------------- | ---------------------- | ---------- | ---------- | --------------- | --------------- | --------------- | ------------------ | ------------------ | ------------------ | ----------- | ----------- | ----------- | ------ | ------ |
| 2010-2011              | Rijeka                 | HNL                    | 1          | 0          | CC              | 0               | 0               | -                  | -                  | -                  | -           | -           | -           | 0      | 0      |
| 2011-2012              | Rijeka                 | 1. HNL                 | 13         | 0          | CC              | 3               | 0               | -                  | -                  | -                  | -           | -           | -           | 17     | 0      |
| 2012-feb. 2013         | Rijeka                 | 1. HNL                 | 7          | 0          | CC              | 0               | 0               | -                  | -                  | -                  | -           | -           | -           | 18     | 2      |
| Totale Rijeka          | Totale Rijeka          | Totale Rijeka          | 21         | 0          |                 | 3               | 0               |                    | -                  | -                  |             | -           | -           | 24     | 0      |
| feb.-giu. 2013         | Cibalia                | 1. HNL                 | 11         | 0          | CC              | 2               | 0               | -                  | -                  | -                  | -           | -           | -           | 13     | 0      |
| 2013-2014              | Siena                  | B                      | 11         | 0          | CI              | 1               | 0               |                    |                    |                    | -           | -           | -           | 12     | 0      |
| 2014-2015              | Spezia                 | B                      | 30         | 0          | CI              | 0               | 0               | -                  | -                  | -                  | -           | -           | -           | 30     | 0      |
| 2015-gen. 2016         | Spezia                 | B                      | 10         | 0          | CI              | 2               | 0               | -                  | -                  | -                  | -           | -           | -           | 12     | 0      |
| Totale Spezia          | Totale Spezia          | Totale Spezia          | 40         | 0          |                 | 2               | 0               |                    | -                  | -                  |             | -           | -           | 42     | 0      |
| gen.-giu. 2016         | Perugia                | B                      | 15         | 1          | CI              | 0               | 0               | -                  | -                  | -                  | -           | -           | -           | 15     | 1      |
| 2016-2017              | Istria 1961            | HNL                    | 25         | 0          | CC              | 0               | 0               | -                  | -                  | -                  | -           | -           | -           | 25     | 0      |
| ago. 2017              | Istria 1961            | HNL                    | 4          | 0          | CC              | 0               | 0               | -                  | -                  | -                  | -           | -           | -           | 4      | 0      |
| Totale Istra 1961      | Totale Istra 1961      | Totale Istra 1961      | 29         | 0          |                 | 0               | 0               |                    | -                  | -                  |             | -           | -           | 29     | 0      |
| ago. 2017-2018         | Lechia Danzica         | EK                     | 14         | 0          | CP              | 0               | 0               | -                  | -                  | -                  | -           | -           | -           | 14     | 0      |
| 2018-2019              | Desp. Aves             | PL                     | 6          | 0          | CP+TdL          | 1+1             | 0               | -                  | -                  | -                  | -           | -           | -           | 8      | 0      |
| 2019-2020              | Desp. Aves             | PL                     | 15         | 0          | CP+TdL          | 1+1             | 0               | -                  | -                  | -                  | -           | -           | -           | 17     | 0      |
| Totale Desportivo Aves | Totale Desportivo Aves | Totale Desportivo Aves | 21         | 0          |                 | 4               | 0               |                    | -                  | -                  |             | -           | -           | 25     | 0      |
| gen.-giu. 2021         | Osijek                 | HNL                    | 13         | 0          | CC              | 1               | 0               | -                  | -                  | -                  | -           | -           | -           | 14     | 0      |
| 2021-2022              | Osijek                 | HNL                    | 15         | 0          | CC              | 2               | 0               | UECL               | 4                  | 0                  | -           | -           | -           | 20     | 0      |
| Totale Osijek          | Totale Osijek          | Totale Osijek          | 28         | 0          |                 | 3               | 0               |                    | 4                  | 0                  |             | -           | -           | 35     | 0      |
| Totale Carriera        | Totale Carriera        | Totale Carriera        | 190        | 1          |                 | 15              | 0               |                    | 4                  | 0                  |             | -           | -           | 209    | 1      |

### Cronologia presenze e reti in nazionale
| Cronologia completa delle presenze e delle reti in nazionale ― Croazia | Cronologia completa delle presenze e delle reti in nazionale ― Croazia | Cronologia completa delle presenze e delle reti in nazionale ― Croazia | Cronologia completa delle presenze e delle reti in nazionale ― Croazia | Cronologia completa delle presenze e delle reti in nazionale ― Croazia | Cronologia completa delle presenze e delle reti in nazionale ― Croazia | Cronologia completa delle presenze e delle reti in nazionale ― Croazia | Cronologia completa delle presenze e delle reti in nazionale ― Croazia |
| Data                                                                   | Città                                                                  | In casa                                                                | Risultato                                                              | Ospiti                                                                 | Competizione                                                           | Reti                                                                   | Note                                                                   |
| ---------------------------------------------------------------------- | ---------------------------------------------------------------------- | ---------------------------------------------------------------------- | ---------------------------------------------------------------------- | ---------------------------------------------------------------------- | ---------------------------------------------------------------------- | ---------------------------------------------------------------------- | ---------------------------------------------------------------------- |
| 28-5-2017                                                              | Los Angeles                                                            | Messico                                                                | 1 – 2                                                                  | Croazia                                                                | Amichevole                                                             | -                                                                      | 90’                                                                    |
| Totale                                                                 |                                                                        | Presenze                                                               | 1                                                                      |                                                                        | Reti                                                                   | 0                                                                      |                                                                        |

| Cronologia completa delle presenze e delle reti in nazionale ― Croazia under 21 | Cronologia completa delle presenze e delle reti in nazionale ― Croazia under 21 | Cronologia completa delle presenze e delle reti in nazionale ― Croazia under 21 | Cronologia completa delle presenze e delle reti in nazionale ― Croazia under 21 | Cronologia completa delle presenze e delle reti in nazionale ― Croazia under 21 | Cronologia completa delle presenze e delle reti in nazionale ― Croazia under 21 | Cronologia completa delle presenze e delle reti in nazionale ― Croazia under 21 | Cronologia completa delle presenze e delle reti in nazionale ― Croazia under 21 |
| Data                                                                            | Città                                                                           | In casa                                                                         | Risultato                                                                       | Ospiti                                                                          | Competizione                                                                    | Reti                                                                            | Note                                                                            |
| ------------------------------------------------------------------------------- | ------------------------------------------------------------------------------- | ------------------------------------------------------------------------------- | ------------------------------------------------------------------------------- | ------------------------------------------------------------------------------- | ------------------------------------------------------------------------------- | ------------------------------------------------------------------------------- | ------------------------------------------------------------------------------- |
| 10-10-2013                                                                      | Zagabria                                                                        | Croazia under 21                                                                | 4 – 0                                                                           | Liechtenstein under 21                                                          | Qual. Europeo Under-21 2015                                                     | 0                                                                               |                                                                                 |
| 19-11-2013                                                                      | Pola                                                                            | Croazia under 21                                                                | 3 – 1                                                                           | Lettonia under 21                                                               | Qual. Europeo Under-21 2015                                                     | 0                                                                               | 71’                                                                             |
| 11-03-2014                                                                      | Capodistria                                                                     | Slovenia under 21                                                               | 2 – 1                                                                           | Croazia under 21                                                                | Amichevole                                                                      | 0                                                                               | 46’                                                                             |
| 10-10-2014                                                                      | Wolverhampton                                                                   | Inghilterra under 21                                                            | 2 – 1                                                                           | Croazia under 21                                                                | Qual. Europeo Under-21 2015                                                     | 0                                                                               | 90’                                                                             |
| 14-10-2014                                                                      | Vinkovci                                                                        | Croazia under 21                                                                | 1 – 2                                                                           | Inghilterra under 21                                                            | Qual. Europeo Under-21 2015                                                     | 0                                                                               |                                                                                 |
| Totale                                                                          |                                                                                 | Presenze                                                                        | 5                                                                               |                                                                                 | Reti                                                                            | 0                                                                               |                                                                                 |